# Walk of Fame Europe

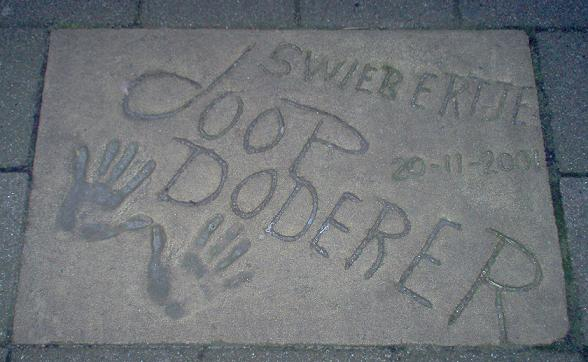
De afdruk van acteur Joop Doderer

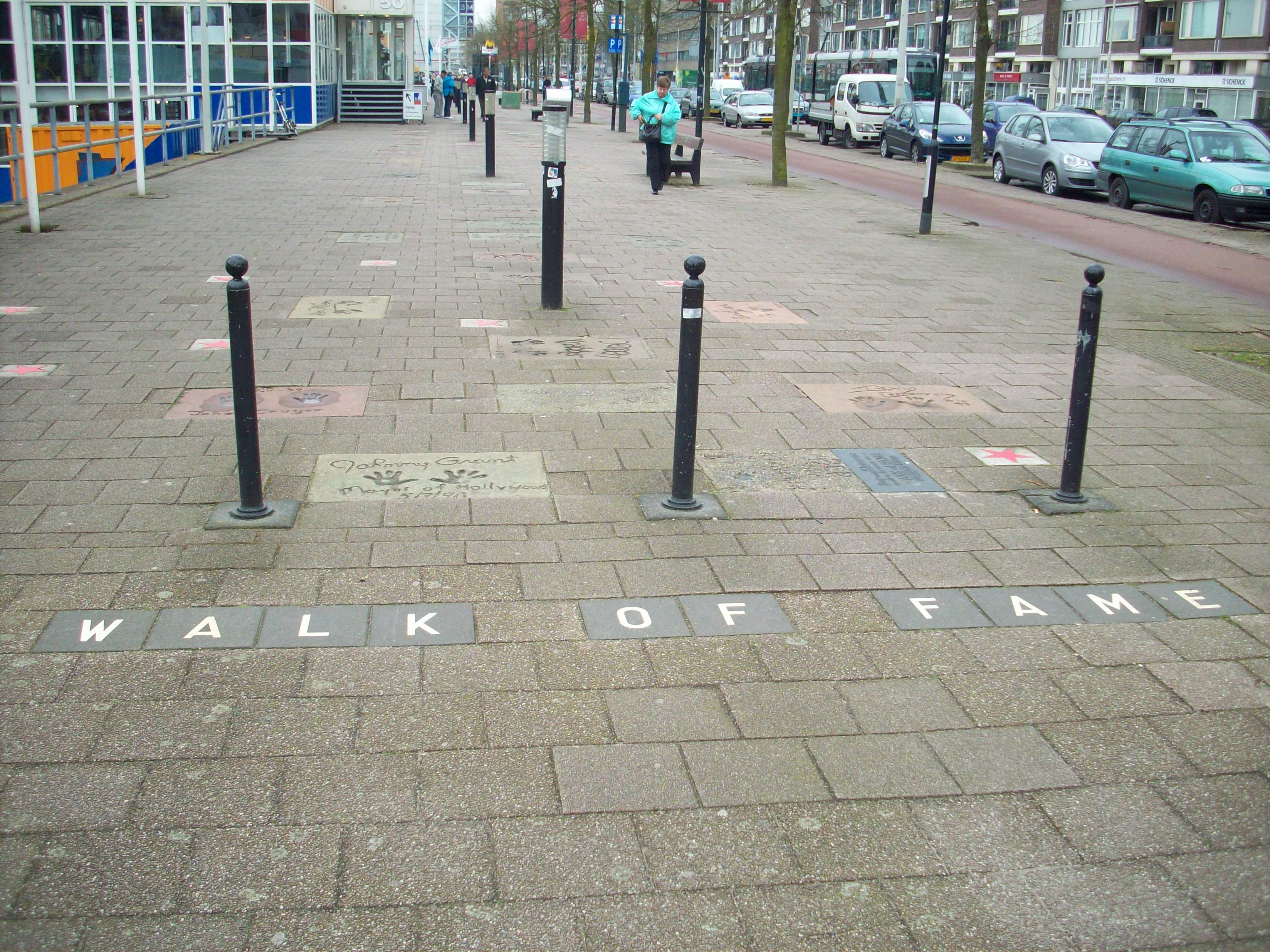
Vooraanzicht van de Walk of Fame Europe op de Schiedamsedijk (tot 2014).

De Walk of Fame Europe was het Rotterdamse equivalent van de beroemde Hollywood Walk of Fame, en de grootste Walk of Fame van Europa. Beroemdheden uit Nederland en daarbuiten lieten hier hun handafdrukken achter. De eregalerij ontstond in 1990, verhuisde enkele malen en werd ontmanteld in 2022. De tegels zijn deels herplaatst in de stad en geveild via internet.

## Geschiedenis
De Rotterdamse Walk of Fame werd op 5 mei 1990 geopend door de burgemeester van Hollywood, Johnny Grant. De Sterrenboulevard in Rotterdam lag aan de waterkant op de stoep van de Schiedamsedijk. Dit is vlak bij het Maritiem Museum en het Buitenmuseum. Bep van Klaveren, Olympisch kampioen boksen, was de eerste die in het cement in Rotterdam zijn handafdrukken (om precies te zijn: een hand- en een vuistafdruk) zette.
In 2010 werd bekend dat de 'Walk of Fame' moest verhuizen. Hij ging van de Schiedamsedijk naar het 'Hart van Zuid' het centrum van Rotterdam-Zuid. In juli 2014 werd de nieuwe Walk of Fame in Rotterdam geopend. Op deze locatie konden echter maar 50 tegels worden geplaatst. Op een speciale website kon worden gestemd op de te behouden tegels. Van de 150 tegels die niet voldoende stemmen kregen werd voor ruim dertig tegels in 2019 en 2020 een nieuwe bestemming gevonden. Een aantal tegels werd herplaatst op een toepasselijke locatie, een aantal ging naar de sterren of hun nabestaanden, en een aantal werd via een internetveiling aangeboden aan fans. Een deel van de opbrengst ging naar de Dirk Kuyt Foundation, als tegenprestatie voor de medewerking aan het maken van een nieuwe tegel van de Feyenoorder na het kampioensfeest in 2017. 
Helaas bleek al na enkele jaren een nieuwe verhuizing noodzakelijk voor het voortbestaan van deze unieke publieksattractie. De tegels van 90 bij 60 centimeter pasten niet in het ontwerp voor de gebiedsontwikkeling Hart van Zuid. Het stichtingsbestuur van de Walk of Fame heeft lang gezocht naar een geschikte nieuwe locatie in de stad. Maar mede vanwege het ontbreken van financiering voor het vernieuwen van de veelal beschadigde tegels heeft het bestuur uiteindelijk besloten om niet langer te streven naar het behoud van de complete collectie op één plek.
Op 4 april 2022 werd de sterrenstoep met zestig tegels op het Metroplein bij Rotterdam Ahoy ontmanteld. Zoveel mogelijk tegels van de Rotterdamse sterren zijn verspreid over de stad herplaatst, bijvoorbeeld de tegel van Coen Moulijn in het Feyenoord Museum en de tegel van Jos Brink bij diens borstbeeld in Vreewijk. Het merendeel van de overige tegels van nationale sterren is ter adoptie aangeboden aan de sterren, nabestaanden of musea. Twintig tegels, van voornamelijk internationale sterren, zijn via internet geveild. De opbrengst van de veiling gaat deels naar het vernieuwen van beschadigde tegels van Rotterdamse sterren en deels naar het Sophia Kinderziekenhuis.

## Nationale sterren in de oorspronkelijke collectie
- Albert West
- Ali B
- André Rieu
- André van Duin
- Angela Visser
- Anita Meyer
- Annie de Reuver
- Bassie en Adriaan
- Bennie Jolink
- Bert Haanstra
- Boudewijn de Groot
- B.Z.N.
- Candy Dulfer
- Conny Vandenbos
- Corry Konings
- Daniël Wayenberg
- Dick Bruna
- Drs. P
- Eddy Christiani
- Ernst Daniël Smid
- Frans Bauer
- Gerard Cox
- Gerard Joling
- Golden Earring
- Herman Brood
- Jan Vayne
- Jasperina de Jong
- Jeroen Krabbé
- John Kraaykamp
- Johnny Hoes
- Joop Doderer
- Jos Brink
- Koos Alberts
- Lee Towers
- Louis van Dijk
- Luc Lutz
- Luut Buijsman
- Marco Bakker
- Marianne Weber
- Marten Toonder
- Mary Dresselhuys
- Mary Servaes
- Mies Bouwman
- Mini & Maxi
- Monique van de Ven
- Paul van Vliet
- Pia Beck
- Pia Douwes
- Piet Römer
- Pieter Lutz
- Pierre Kartner
- Piet Veerman
- Pim Jacobs
- Pleuni Touw
- René van Kooten
- Rob de Nijs
- Rita Reys
- Rijk de Gooyer
- Sinterklaas
- Theo Olof
- Tineke Schouten
- Willeke Alberti
- Willeke van Ammelrooy
- Willem Nijholt
- Wubbo Ockels
- Ada Kok
- Anky van Grunsven
- Anton Geesink
- Arie van Vliet
- Bep van Klaveren
- Cees van Dongen
- Coen Moulijn
- Elly van Hulst
- Erica Terpstra
- Faas Wilkes
- Fanny Blankers-Koen
- Hamilton Richardson
- Hans van Breukelen
- Hein Vergeer
- Inge de Bruijn
- Jan de Vries
- Jan Jansen
- Leontien van Moorsel
- Marianne Timmer
- Nederlands volleybalteam
- Nelli Cooman
- Piet van de Pol
- Pieter van den Hoogenband
- Richard Krajicek
- Rie Mastenbroek
- Rinus Michels
- Siem Heiden
- Sjoukje Dijkstra
- Tonny van Ede
- Wim van Est
- Yvonne van Gennip

## Internationale sterren in de oorspronkelijke collectie
- 3T
- Al Bano & Romina Power
- Al Jarreau
- Alessandro Safina
- B.B. King
- Barry Manilow
- Barry White
- David Clayton-Thomas
- Bon Jovi
- Bryan Adams
- Bryan Ferry
- Carlos Santana
- Carmine Coppola
- Chris Pratt
- Chris de Burgh
- Cliff Richard
- Commodores
- Dame Edna Everage
- Dave Brubeck
- Dave Stewart
- David Copperfield
- David Lee Roth
- Dennie Christian
- Dionne Warwick
- Dizzy Gillespie
- Don McLean
- Donovan
- Duane Eddy
- Eddie Constantine
- Elvis Costello
- Emmylou Harris
- Engelbert Humperdinck
- Fats Domino
- Fleetwood Mac
- Freddy Fender
- Gilbert Bécaud
- Gino Vannelli
- Gloria Estefan
- Gloria Gaynor
- Grace Jones
- Helmut Lotti
- Hugo Claus
- Ivan Rebroff
- James Brown
- Jean Marie Pfaff
- James Last
- Janis Ian
- Joan Collins
- Joe Cocker
- John Denver
- Johnny Cash
- Johnny Grant
- Johnny Logan
- Julio Iglesias
- K3
- Kamahl
- Katia Labeque
- Katie Melua
- La Toya Jackson
- Laura Pausini
- Level 42
- Linda Hopkins
- Lionel Hampton
- Lionel Richie
- Lou Rawls
- Maria de Lourdes
- Marielle Labeque
- Mark Knopfler
- MC Hammer
- Meat Loaf
- Mercedes Sosa
- Mickey Mouse
- Nana Mouskouri
- Nancy Sinatra
- Nigel Kennedy
- Paolo Conte
- Paul Young
- Ray Charles
- Rex Gildo
- Robert Cray
- Roger Whittaker
- Roxette
- Scorpions
- Scott Hamilton
- Shania Twain
- Shirley Bassey
- Sounds of Blackness
- Spandau Ballet
- Steve Norman
- Suzanne Vega
- The Dubliners
- The Everly Brothers
- The Three Degrees
- Tina Turner
- Tom Jones
- Toni Braxton
- Toots Thielemans
- Toto
- UB40
- Udo Jürgens
- Urbanus
- Valeri Gergiev
- Vanessa L Williams
- Vicky Leandros
- Wall Street Crash
- Willie Nelson
- Zucchero

## Afbeeldingen

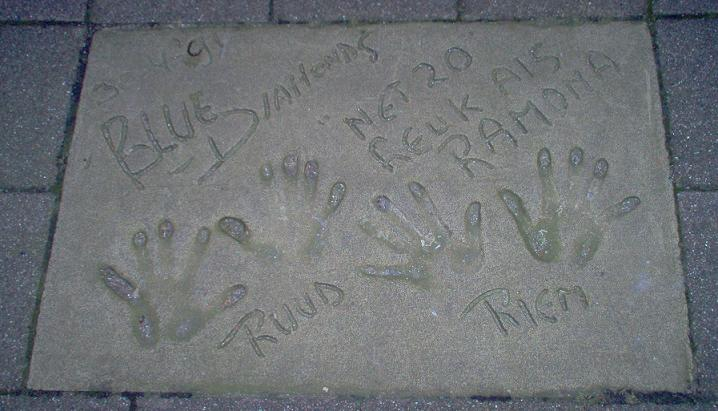
The Blue Diamonds
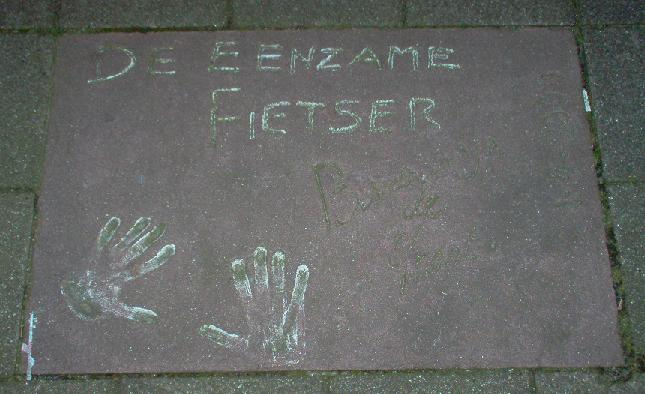
Boudewijn de Groot
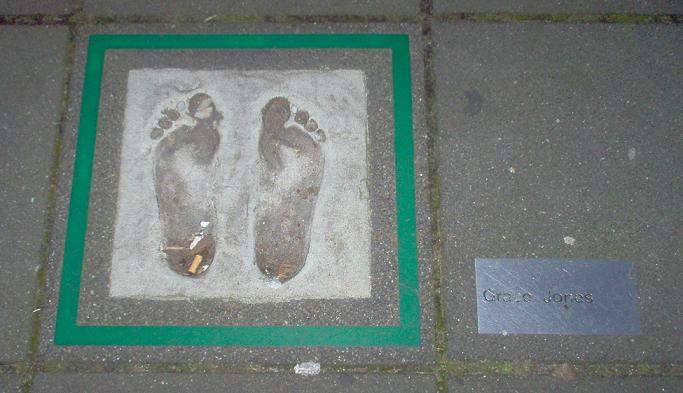
Grace Jones
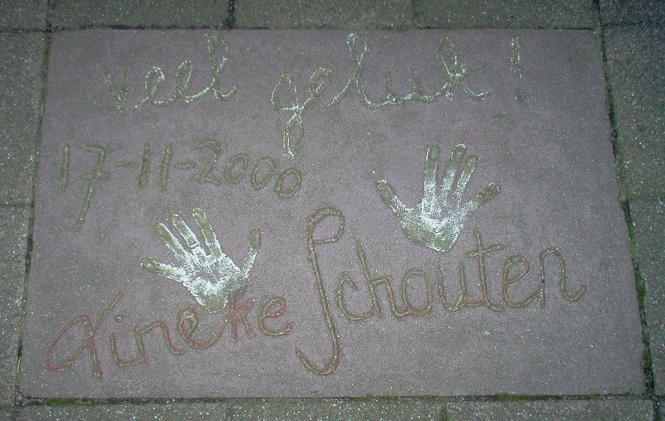
Tineke Schouten
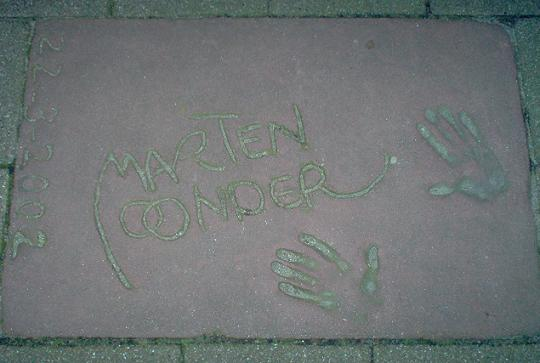
Marten Toonder